# کاروانسرای بشیم ین
کاروانسرای بشیم ین مربوط به دوره صفوی است و در شهرستان سمنان، بخش مهدیشهر، روستای کلاته بشیم بن واقع شده و این اثر در تاریخ ۱۰ دی ۱۳۸۱ با شمارهٔ ثبت ۶۹۵۹ به‌عنوان یکی از آثار ملی ایران به ثبت رسیده است.